# مالوس
مالوس هي بحيرة متوسطة الحجم في فنلندا. وهي تقع في بلدية كانجاسنيمي تقع في منطقة جنوب سافو في شرق فنلندا. البحيرة تنتمي إلى منطقة تجمعات المياه الرئيسية كايميجوكي.